# Stephan Meyer (Rechtswissenschaftler)
Stephan Meyer (* 1971 in Speyer) ist ein deutscher Rechts- und Staatswissenschaftler und Hochschullehrer.

## Leben
Meyer absolvierte 1990 das Abitur. Ab 1992 bis einschließlich 2004 war er als Offizier bei der Bundeswehr tätig. Er studierte an der Universität der Bundeswehr München Staatswissenschaften mit den Hauptfächern Öffentliches Recht und Verwaltungswissenschaften. Sein Studium schloss er dort 1998 zunächst als Diplom-Staatswissenschaftler ab. 2004 erfolgte seine Promotion zum Dr. rer. pol. mit der Dissertation Gemeinwohlauftrag und föderatives Zustimmungserfordernis – eine Antinomie der Verfassung? Dogmatische Untersuchung zum Scheitern eines Gesetzesbeschlusses im Bundesrat nach Artikel 78 des Grundgesetzes.
Meyer wechselte 2004 als Wissenschaftlicher Assistent zu Arno Scherzberg an die neugegründete Staatswissenschaftliche Fakultät der Universität Erfurt. Dort erfolgte 2010 seine Habilitation mit der Habilitationsschrift Juristische Geltung als Verbindlichkeit. Anschließend war er als Privatdozent mit der Venia Legendi für Öffentliches Recht, Rechtstheorie und Verwaltungswissenschaft tätig und vertrat Lehrstühle an den Universitäten von Berlin, Frankfurt (Oder), Köln, Leipzig, Münster sowie an der Deutschen Hochschule der Polizei. Außerdem war er als Stabsstellenleiter am Bundesinstitut für Risikobewertung in Berlin tätig.
Meyer wurde 2016 zum Professor für Öffentliches Recht, insbesondere Kommunal- und Umweltrecht am Fachbereich Wirtschaft, Informatik und Recht der Technischen Hochschule Wildau ernannt und lehrt zudem weiter als außerplanmäßiger Professor im Bereich des öffentlichen Rechts an der Staatswissenschaftlichen Fakultät der Universität Erfurt.

## Publikationen
- Brandenburgisches Datenschutzgesetz, Nomos Handkommentar, Nomos, Baden-Baden 2024, ISBN 978-3-8487-8052-5.
- Juristische Geltung als Verbindlichkeit, Mohr Siebeck, Jus Publicum, Tübingen 2011. ISBN 978-3-16-150731-1.
- mit Mattias G. Fischer (Hrsg.): Gesundheit und Wirtschaftswachstum – Recht, Ökonomie und Ethik als Innovationsmotoren für die Medizin, Springer Verlag, Reihe Gesundheit und Medizin im interdisziplinären Diskurs, Berlin und Heidelberg 2010. ISBN 978-3-642-11584-4.
- Gemeinwohlauftrag und föderatives Zustimmungserfordernis – eine Antinomie der Verfassung? Dogmatische Untersuchung zum Scheitern eines Gesetzesbeschlusses im Bundesrat nach Artikel 78 des Grundgesetzes, Duncker & Humblot, Berlin 2004. ISBN 978-3-428-11462-7.